# 治水共同社
治水共同社（ちすいきょうどうしゃ）は、木曽三川の治水事業を行うため、片野萬右衛門が設立した事業組織。

## 歴史
宝暦治水から100余年。薩摩藩による治水事業は木曽三川下流域に多大な恩恵をもたらしたものの、土砂の堆積により、水害は再び毎年のように起こるようになっていた。そこで、福束輪中で庄屋を営む片野萬右衛門は1881年（明治13年）、周辺7郡の代表者と連携し、「治水共同社」を立ち上げ、木曽川水系改修工事の実現に向けて国、県に強く働きかけを行い始めた。治水共同社は80余りの輪中が利害や損得を乗り越えて団結した、従来にない事業組織であった。また、地域住民はもとより多くの役人からも支持を受け、国の土木局長であった石井省一郎は、50円という大金を寄付した。
近代史上まれに見る大事業、木曽三川分流工事を立案するため、オランダ人技師ヨハニス・デ・レーケが木曽三川水系調査の途中に福束輪中を訪れると、萬右衛門は福束輪中周辺の案内役を務めた。自身の治水事業の経験をもとに大榑川の締め切りと長良川と揖斐川の分流（三川分流）の重要性、さらに輪中のたまり水対策についてデレーケに強く訴えた。当初、分流工事においては「木曽川のみを分けるべき」と考えていたデレーケだったが、最終的には三川の完全分流が必要であること、また、輪中の排水が必要であることを組み込んで改修計画を作った。その後、デレーケの近代科学をもとにした合理的な計画にそって分流工事は着手された。萬右衛門は工事が着手される前の1885年（明治18年）に没したが、三川分流工事実現に向けて、中心となって取り組むとともに多大な役割を果たした。また、萬右衛門の四男である片野篤二が2代取締役に就任し、その後の工事を推進した。

## 歴代取締役
- 初代 - 片野萬右衛門[1]
- 2代 - 片野篤二